# Sandusky, Michigan
Sandusky är administrativ huvudort i Sanilac County i den amerikanska delstaten Michigan. Orten har fått sitt namn efter Sandusky i Ohio. Enligt 2010 års folkräkning hade Sandusky 2 679 invånare.